# المشروع الوطني للمساواة التعليمية للنساء ذوات الإعاقة
أُنشئ المشروع الوطني للمساواة التعليمية للنساء ذوات الإعاقة على يد كوربيت أوتول في بيركلي، كاليفورنيا، عام 1980. كان المشروع بمثابة مبادرة بحثية وتوضيحية امتدت على مدار ثلاث سنوات ، وانطلق من خلال صندوق تعليم حقوق ذوي الإعاقة والدفاع عنها. أدار المشروع أول مسح وطني يتناول العلاقة بين الإعاقة والنوع الاجتماعي ، كما نظّم أول مؤتمر وطني يُعنى بالمساواة التعليمية للنساء ذوات الإعاقة، والذي عُقد في بيثيسدا، بولاية ماريلاند. إلى جانب ذلك، قام المشروع بتطوير مواد تعليمية للمعلّمين والمستشارين تتناول احتياجات الفتيات والنساء ذوات الإعاقة ، كما أسهم في تأليف كتاب بعنوان "لا مزيد من التحديق"، يتناول نماذج ملهمة من الفتيات المراهقات ذوات الإعاقة.